# Luri (cours d'eau)
Pour les articles homonymes, voir Luri (homonymie).
Le Luri est un ruisseau du département Haute-Corse de la région Corse entre le Cap Corse et Bastia, avec une embouchure dans la mer Tyrrhénienne.

## Géographie
D'une longueur de 11 kilomètres, le Luri prend sa source sur la commune de Luri à l'altitude 712 mètres, à 200 mètres au nord-est du Monte Grofiglieta (836 m), et à l'ouest du village de Piazza - hameau principal de la commune.
Il coule globalement de l'ouest vers l'est.
Il a son embouchure dans la mer Tyrrhénienne sur la commune de Luri, à 0 mètre d'altitude, à 200 mètres au sud du port de Santa Severa et de la plage homonyme.

### Communes et cantons traversés
Dans le seul département de la Haute-Corse, le Luri traverse une seule commune, Luri (source et embouchure).
Soit en termes de cantons, le Luri prend source et a son embouchure dans l'ancien canton de Capobianco, le canton le plus au nord de la Corse, maintenant le canton du Cap Corse, dans l'arrondissement de Bastia. Cette embouchure est aussi en face de l'île d'Elbe et de l'île de Capraia, à une vingtaine de kilomètres au nord de Bastia.

### Bassin versant
La superficie du bassin versant - côtiers du ruisseau de Pietracorbara au Granaggilo inclus - côtiers du nord-est du Cap Corse- est de 113 km2.  La plaine littorale est faible comme dans tout le Cap Corse.

### Organisme gestionnaire
L'organisme gestionnaire est le Comité de bassin de Corse, depuis la loi corse du 22 janvier 2002.

## Affluents
Le Luri dont le haut cours a pour nom ruisseau de Fundali, a un affluent référencé :
- le ruisseau de Furcone (rd[note 1]) 5 km, sur la seule commune de Luri, confluant dans le village de Piazza, avec un affluent :
  - le ruisseau de Mericacciu (rg) 1,9 km sur la seule commune de Luri.

### Rang de Strahler
Le rang de Strahler est de trois pour ce petit fleuve côtier de Corse.

## Hydrologie

### Le Luri à Luri (Campo)
La station Y7415210 - le Luri à Luri (Campo) a fonctionné de 1978 à 1999

## Aménagements et écologie

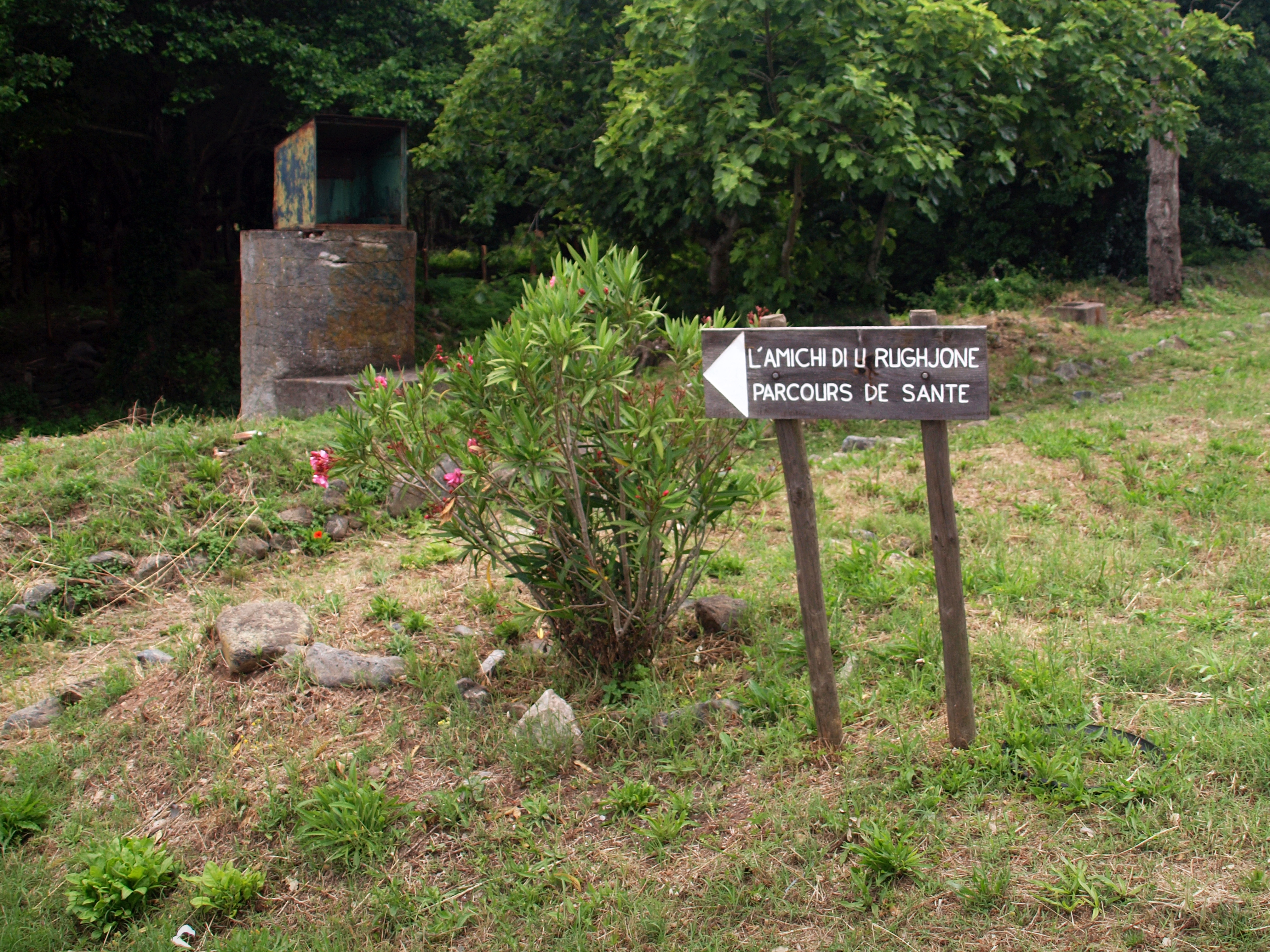
Parcours de santé.

Sa vallée a servi au passage de la route départementale D180 qui traverse le Cap Corse d'ouest en est, de Pino à Santa Severa.
Tout proche de son embouchure, le Luri est franchi par un pont de la route D80.
Un parcours de santé a été aménagé par l'association Amichi di u Rughione le long de la rive droite du ruisseau, en amont du gué de Campu.
Une station de pompage existe sur le ruisseau de Furcone, à 200 m au sud du hameau de Castello.

## Histoire
Le cours d'eau, sec en août généralement, a eu des crues catastrophiques en 1920 et 1947.